# Haitis flagga
Haitis flagga antogs i sin nuvarande form den 25 februari 1986.
Flaggan har utvecklats ur den franska trikoloren. Det sägs att rebelledaren Jean-Jacques Dessalines under enandet av en front mot den franska kolonialmakten 1803 skapade Haitis flagga genom att riva bort det vita fältet ur trikoloren. Det skulle symbolisera utrotandet av den vite mannen i Haiti. Om detta är sanning eller en skröna må vara osagt, men det stämmer bra med Desalines inställning till de vita och med den förföljelse av dem som strax skulle följa.  
Det haitiska lag som deltog vid de olympiska spelen 1936 såg att deras flagga var närmast identisk med Liechtensteins flagga. Flaggan ändrades 1986 och statsvapnet lades till i mitten av flaggan. 
De blå och röda fälten var länge lodräta, precis som i trikoloren, men ändrades 1986 till vågrätt efter att den tidigare diktatorn Jean-Claude Duvalier lämnat landet. Blått symboliserar Haitis svarta befolkning och rött landets mixade befolkning. Under regimen Duvalier mellan 1964 och 1986 användes också svart istället för blått i flaggan. I handelsflaggan saknas statsvapnet i mitten. Proportionerna är 3:5.